# Antonio Saccone
Antonio Saccone (Haifa, 15 agosto 1969) è un politico italiano.

## Biografia
È nato ad Haifa (Israele) da una famiglia italiana di minoranza cristiana: il padre, italiano, era console presso il consolato italiano di Haifa, mentre la madre era cittadina francese, di origini libanesi.
Nel 1976, all'età di sette anni, si trasferisce con la famiglia a Roma. Si è quindi laureato in scienze politiche presso l'Università La Sapienza di Roma.

### Attività politica
Dal 2001 al 2006 è stato Presidente del Municipio Roma II, eletto dalla coalizione di centro-destra.
Alle elezioni comunali a Roma del 2006 viene eletto Consigliere capitolino nella lista civica Veltroni Sindaco. Ricandidato nel 2008 nella Lista civica per Rutelli, non viene rieletto.
Nel 2012 aderisce all'Unione di Centro, divenendo coordinatore del partito nel Lazio.
Nel 2013 si candida all'Assemblea Capitolina per la lista Marchini Sindaco, ottenendo 2067 preferenze, risultando quindi primo dei non eletti.

#### Elezione a senatore
Alle elezioni politiche del 2018 viene eletto al Senato della Repubblica, nel collegio uninominale di Velletri per la coalizione di centro-destra, in rappresentanza dell'UDC.
Assieme agli altri due senatori dell'UDC (Antonio De Poli e Paola Binetti) si iscrive al gruppo parlamentare di Forza Italia.
Nel dicembre 2019 è tra i 64 firmatari (di cui 41 di Forza Italia) per il referendum confermativo sul taglio dei parlamentari: pochi mesi prima i senatori berlusconiani avevano disertato l'aula in occasione della votazione sulla riforma costituzionale.
Alle elezioni politiche anticipate del 25 settembre 2022 viene candidato alla Camera nel collegio plurinominale Lombardia 4 - 01 come capolista di Noi moderati, formazione composta da Italia al Centro, Coraggio Italia, Noi con l'Italia e UdC non risultando eletto poiché la lista non supera la soglia di sbarramento del 3%.